# Palais présidentiel (Vientiane)
 (février 2023).
Si vous disposez d'ouvrages ou d'articles de référence ou si vous connaissez des sites web de qualité traitant du thème abordé ici, merci de compléter l'article en donnant les références utiles à sa vérifiabilité et en les liant à la section « Notes et références ».
Pour les articles homonymes, voir Palais présidentiel (homonymie).
Le palais présidentiel est la résidence officielle du président du Laos, qui occupe également le poste de secrétaire général du Parti révolutionnaire du peuple lao. Il est situé sur les rives du Mékong, dans la capitale du Laos, Vientiane.

## Historique

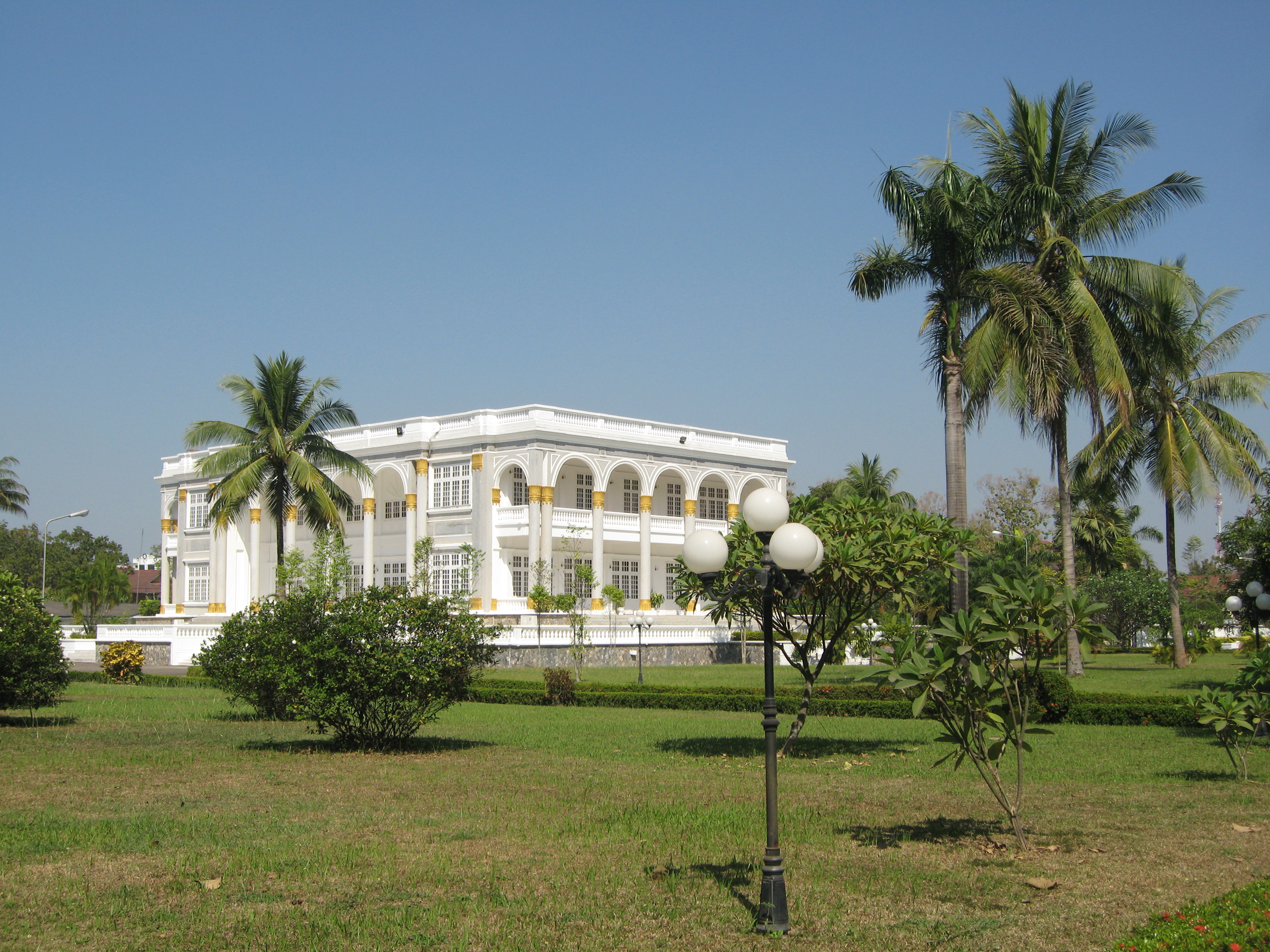
Vue du palais présidentiel depuis les jardins.

Situé près du temple Vat Sisakhet, à l'intersection de l'avenue Lane Xang et de la rue Settathirath, le bâtiment a été inauguré en 1973 par le gouvernement royal lao de l'époque sur le terrain qui abritait autrefois la résidence royale. Il a été conçu par l'architecte local Khamphoung Phonekeo, mais en raison du changement politique provoqué par la prise de contrôle du communiste Pathet Lao en 1975, le bâtiment n'a été achevé que beaucoup plus tard. Le palais présidentiel a finalement ouvert ses portes en 1986 et n'était alors qu'un lieu réservé aux fonctions et cérémonies gouvernementales. Le bâtiment est fermé au public. C’est un point de repère bien connu pour son architecture imposante et élégante des Beaux-Arts complète avec de hautes colonnades et des balcons ombragés. Le bâtiment est entouré de pelouses et de jardins bien entretenus et est entouré de hauts murs et d’un portail en fer forgé. Le palais présidentiel ne doit pas être confondu avec la résidence officielle du président laotien, située dans la banlieue de Vientiane, à Ban Phonthan[Passage contradictoire]. Le palais est éclairé le soir et offre une excellente occasion de prendre des photos de nuit.

## Source
- (en) Cet article est partiellement ou en totalité issu de l’article de Wikipédia en anglais intitulé « Presidential Palace (Laos) » (voir la liste des auteurs).